# Augustin Chaboseau
Pierre-Augustin Chaboseau (Versailles, 17 juni 1868 – Parijs, 2 januari 1946) was schrijver, politicus en martinist.
Pierre-Augustin Chaboseau was geen gewone jongen. Hij las alle boeken die hij van zijn ouders kreeg en die hij in de schoolbibliotheek vond.
Een andere passie, die hem zijn hele leven zou bijblijven was muziek en zang. Al op zesjarige leeftijd volgde hij pianolessen.
Chaboseau was amper veertien jaar oud toen hij de Bijbel las. Enigszins in de war gebracht door deze teksten, nam hij het besluit zijn leven lang kennis te vergaren door studie en het lezen en vergelijken van alle religieuze teksten van alle godsdiensten. Een jaar later las hij de Koran.
Nog voor Chaboseau zijn studies begon aan het Lyceum van Mans, was hij reeds vertrouwd met een aantal talen: Engels, Duits, Latijn.
Tijdens zijn jaren aan het lyceum studeerde hij nog meerdere andere talen: Grieks, Italiaans, Catalaans, Spaans, Portugees en Nederlands. Hij las ook werken over filosofische wetenschappen en letterkunde. Nog voor Chaboseau zijn middelbare studies kon beëindigen werd zijn vader, die militair was, overgeplaatst naar een ander garnizoen. Om de jonge Chaboseau de kans te geven aan het Lyceum van Mans zijn diploma te behalen, werd hij toevertrouwd aan Jean Labrousse, een vriend van de familie. Dit zou zijn leven grondig veranderen. Labrousse was een overtuigd spiritist, bevriend met Pierre-Gaëtan Leymarie, directeur van La Revue Spirite. 
Voor Chaboseau ging een heel nieuwe wereld open: de wereld van het onzichtbare en de mystiek.
Na de middelbare school was het voor de jonge Chaboseau moeilijk een richting te kiezen. Literatuur en muziek spraken hem wel aan, doch uiteindelijk koos hij voor geneeskunde.
Hij vestigde zich in Parijs en om zijn studies te kunnen betalen, schreef hij artikelen in diverse tijdschriften.
Hij werd een trouwe bezoeker van het pas door Emile Guimet geopende Musée Guimet. Dit museum omvatte talrijke Oosterse objecten, manuscripten en een volledige bibliotheek. Door zijn interesse voor het museum werd hij door Léon de Milloué, conservator en bibliothecaris van het museum, als helper aangenomen. Chaboseau ontwikkelde hier de passie voor het Boeddhisme.
Ondanks het drukke leven, zette Chaboseau zijn studies geneeskunde verder. Tijdens het opmaken van zijn thesis twijfelde hij echter. Het idee dat hij beslissingen zou moeten nemen over het leven van anderen, maakte hem bang. Hij gaf zijn studies op en stortte zich volledig op de literatuur. Met zijn kennis van de verschillende religies, filosofie en de Oosterse kunst begon hij heilige geschriften te vertalen. Hij leerde Sanskriet en verdiepte zich in de oude teksten.
In 1892 werkte Chaboseau mee aan het tijdschrift La Plume. Het volledige julinummer handelde toen over magie. Tegen het einde van datzelfde jaar werd Chaboseau, door Stanislas de Guaita benoemd tot lid van de Chambre de Direction de l'Ordre Kabbalistique de la Rose+Croix.
Rond 1900 had Chaboseau het schrijven van literaire artikelen gestaakt. Hij richtte zijn interesses toen op wetenschappelijke tijdschriften. Hij werkte mee aan o.a. la Revue de Paris, la Revue Scientifique, la Revue Générale des Sciences.
In 1902 huwde hij Rosalie Louise Napias, een zeer dynamische feministe. Zij baande zich een weg naar het Pasteur Instituut en werd de eerste vrouwelijke apotheker van Frankrijk.
Chaboseau bleef actief tot enkele weken voor zijn dood. Hij overleed op 2 januari 1946.

## Chaboseau en Politiek
Chaboseau had door de jaren heen heel wat contacten gelegd. Hij schreef in een groot aantal tijdschriften en kranten zoals o.a. La Famille, l'Aurore, L'Action, La Petite République, Le Courrier du Soir, Le Figaro, Le Matin, Le Parisien, enz. Hij gebruikte hiervoor een aantal pseudoniemen: Pierre Thorcy, Penndok, Pendoker, Arc'Hoaz, le Chat Botté, Candiani, Henri Olivier.
Door zijn medewerking aan La Petite République kwam hij in contact met leiders van de socialistische beweging: Benoît Malon, de Fournière en andere. Hij stapte in de politiek en zijn bezorgdheid veranderde. Zijn interesses gingen uit naar oosterse landen en bevolking: Tsjechen, Polen, Serviërs maar ook naar Hindoes en Zoeloes. Hij leerde Russisch en vertaalde een aantal werken.
Chaboseau verleende ook zijn medewerking aan de Ligue des droits de l'homme.
De politieke carrière nam heel wat tijd in beslag. Toch werd Chaboseau bij de gemeenteraadsverkiezingen in 1908, niet verkozen. In 1911 werd hij secretaris van afgevaardigde Pierre Goujon.
Bij het uitbreken van de Eerste Wereldoorlog werd Chaboseau, om gezondheidsredenen, als soldaat geweigerd. Hij ging, als vrijwilliger, werken op het gemeentehuis van het 13e arrondissement. Als snel merkte hij dat routinewerk voor hem niet was weggelegd. Hij nam contact op met zijn vriend Aristide Briand, Minister van Justitie. Chaboseau werd benoemd tot privésecretaris. Wanneer Briand benoemd werd tot Président du Conseil en Ministre des Affaires Etrangères, behield Chaboseau zijn functie als privésecretaris. Chaboseau vertegenwoordigde meermaals het Ministerie bij diverse officiële manifestaties en kwam in contact met politici uit de Balkanlanden.

## Chaboseau en het Martinisme
De ouders van Chaboseau, enigszins ongerust over het feit dat de jonge student alleen in Parijs verbleef, zonden hem naar Amélie de Boisse-Mortemart. Amélie, een lid van de familie, was weduwe. Onvermogend achtergebleven na de dood van haar echtgenoot, verdiende zij de kost door het geven van zang- en pianolessen en het schrijven van artikelen in tijdschriften. 
Amélie en de jonge Chaboseau konden het goed met elkaar vinden. Niet enkel op literair vlak, doch ook en vooral op mystiek vlak. Amélie was geïnteresseerd in spiritisme en gepassioneerd in de leer van Louis-Claude de Saint-Martin. Een nieuw onderwerp in het leven van Chaboseau. Hij kreeg onderricht van Amélie en las de boeken die ze hem gaf. Werken van Elme Caro, Adolphe Frank, Jacques Matter en uiteindelijk ook de werken van Louis-Claude de Saint-Martin.
In 1886 werd Chaboseau door Amélie de Boise-Mortemart geïnitieerd in het Martinisme, zoals de leer van de Saint-Martin enkele jaren later door Papus zou worden genoemd.
Wanneer het gezin Labrousse zich in Parijs vestigde, kwam Chaboseau opnieuw in contact met Gaëtan Leymaire en werd medewerker van La Revue Spirite. 
Op aanraden van Leymaire ging Chaboseau naar l’hôpital de la Charité om er als vrijwilliger te werken. Daar ontmoette hij Gérard Encausse, een jonge student geneeskunde, die artikelen schreef onder het pseudoniem Papus.  Tussen de twee studenten ontstond een vriendschap. Tijdens een van hun lange gesprekken ontdekten ze dat zij beiden geïnitieerde leerlingen waren van Louis-Claude de Saint-Martin.
Chaboseau en Papus wisselden hun inwijdingen en hun kennis uit en stichtten in 1888 L'Ordre Martiniste. Chaboseau werd medewerker aan het tijdschrift L'Initiation en in 1889 verscheen voor het eerst een artikel over deze nieuwe Martinistenorde. In 1891 beslisten de Martinisten om een Opperraad te installeren en loges op te richten. Papus, Chaboseau, Lucien Chamuel (Mauchel), Yvon Leloup (Paul Sédir), Paul Adam, Maurice Barrès, Julien Lejay, Georges Montière, François-Charles Barlet (Albert Faucheux), Jacques Burget, Joséphin Péladan en Stanislas de Guaita waren leden van de eerste Opperraad. Tijdens de eerste bijeenkomst van de Opperraad, die op 10 september 1891 vergaderde, werd Papus verkozen tot de eerste grootmeester.
Chaboseau werd redacteur van het tijdschrift Le Voile d'Isis en reactiesecretaris van Psyche, een tijdschrift waarvan Victor-Emile Michelet de hoofdredacteur was.
Nadat Chaboseau zijn studies geneeskunde had gestaakt en zijn leven een heel andere wending kreeg, kon hij rekenen op de steun van Papus. Die richtte voor Chaboseau, binnen zijn Groupe Indépendant d'Etudes Esotériques, een afdeling op, gewijd aan de studie van de Oosterse Wetenschap.
Vanaf 1893 nam Chaboseau niet meer deel aan de bijeenkomsten van de loge en verliet hij de Opperraad.
L’Ordre Martiniste was sinds de dood van Papus in 1916 weinig actief. De leden van de Opperraad waren, door de oorlog, over het ganse land verspreid, wat het verkiezen van een nieuwe Grootmeester bijna onmogelijk maakte. Een aantal leden had getracht het bestuur van de orde over te nemen en elk van hen had veranderingen in de organisatie en de werking van de orde aangebracht. Chaboseau vond deze handelwijze en de aangebrachte veranderingen schandalig.
In 1931 bracht hij de nog in leven zijnde leden van de Opperraad uit 1891 bij elkaar en een nieuwe Grootmeester werd verkozen. Hoewel Chaboseau tot Grootmeester werd verkozen, gaf hij deze functie door aan Victor-Emile Michelet. Na de dood van Michelet in 1938 nam hij dan toch de functie van Grootmeester aan. Om een onderscheid te maken met de andere, volgens hem, niet orthodoxe Martinistenorden, werd de naam gewijzigd in L'Ordre Martiniste Traditionnel. De orde bleef discreet haar activiteiten uitvoeren tot de toetreding tot F.U.D.O.S.I. eind 1939. Chaboseau werd een van de drie Imperators van F.U.D.O.S.I.
Samen met zijn zoon Jean en Georges Lagrèze, werkte Chaboseau eind 1939, in alle clandestiniteit, aan de organisatie van de Martinistenorde.
Het uitbreken van de Tweede Wereldoorlog dwarsboomde de activiteiten van de Martinisten. 
Chaboseau was met zijn kleinkinderen de stad ontvlucht en verbleef in Pretogen, Bretagne.
Tegen het einde van de oorlog zag hij zich echter genoodzaakt terug te keren naar Parijs. De bezetter zou in zijn woning binnenvallen en beslag leggen op zijn bibliotheek. Tijdig op de hoogte gebracht van deze inval, had Chaboseau de gelegenheid alle bezwarende documenten in verband met de inwijdingsactiviteiten te vernietigen.

## Werken
- Essai sur la Philosophie Bouddhique – 1891
- Serbes, Croates et Slovènes – 1919
- La Bretagne, musée des religions – 1925 (artikel - 18 pagina's in het tijdschrift Mercure de France)
- Histoire de la Bretagne avant le 13e siècle – 1926